# Spiophanes wigleyi
Spiophanes wigleyi är en ringmaskart som beskrevs av Pettibone 1961. Spiophanes wigleyi ingår i släktet Spiophanes och familjen Spionidae. Arten har ej påträffats i Sverige. Inga underarter finns listade i Catalogue of Life.